# Esromgård
Esromgård var en avlsgård under Esrom Kloster fra 1151 til 1852. Gården ligger i Esbønderup Sogn i Gribskov Kommune. I 1852 blev den solgt på auktion. Hovedbygningen er opført i 1918-1942.
Esromgård er på 574 hektar med Nyrupgård og Damstruplund

## Ejere af Esromgård
- (1151-1559) Cistercienserkloster
- (1559-1852) Kronen
- (1852-1872) I.D. Schmidt
- (1872-1901) Johan Vilhelm Johansen Holten Grevenkop-Castenschiold
- (1901-1907) Landmandsbanken
- (1907-1916) Thymann
- (1916-1932) C.J. Rasmussen
- (1932-1963) Aage Hornung Lützen
- (1963-1992) Ruth Aagesdatter Lützen gift Bruun
- (1992-) Carl Frederik Pallesen Bruun